# Будыкин, Андрей Вячеславович
Андре́й Вячесла́вович Буды́кин (род. 14 апреля 1971, Мценск, Орловская область) — советский и российский легкоатлет, специалист по метанию молота и метанию диска. Бронзовый призёр чемпионата мира среди юниоров, победитель и призёр первенств национального значения. Мастер спорта России международного класса. Тренер по лёгкой атлетике.

## Биография
Андрей Будыкин родился 14 апреля 1971 года в городе Мценске Орловской области.
Впервые заявил о себе в лёгкой атлетике на международной арене в сезоне 1990 года, когда вошёл в состав советской национальной сборной и побывал на чемпионате мира среди юниоров в Пловдиве, откуда привёз награду бронзового достоинства, выигранную в метании молота — уступил здесь только соотечественнику Андрею Дебелому и греку Саввасу Сарицоглу.
На взрослом уровне наивысшего успеха добился в 1995 году, когда завоевал бронзовую медаль в метании молота на открытом зимнем чемпионате России по длинным метаниям в Адлере — здесь его обошли Александр Селезнёв и Илья Коновалов. Позже на соревнованиях в Брянске установил свой личный рекорд — 79,70 метра, с этим результатом занял девятое место в мировом рейтинге.
В результате автомобильной аварии частично лишился зрения, после чего стал выступать в соревнованиях инвалидов. В 2011 и 2012 годах становился чемпионом России в метании диска среди спортсменов с нарушением зрения, в 2013 году был серебряным призёром. В это время являлся подопечным известного специалиста Сергея Станиславовича Кирмасова.
За выдающиеся спортивные достижения удостоен почётного звания «Мастер спорта России международного класса».
Работал тренером-преподавателем в БОУ СПО «Орловский спортивный техникум» и в СШОР «Олимп».
Участвовал в эстафете олимпийского огня зимних Паралимпийских игр 2014 года в Сочи, проходил отбор на летние Паралимпийские игры 2021 года в Токио.